# Шеперд (Тексас)
Шеперд (енгл. Shepherd) град је у америчкој савезној држави Тексас. По попису становништва из 2010. у њему је живело 2.319 становника.

## Демографија
Према попису становништва из 2010. у граду је живело 2.319 становника, што је 290 (14,3%) становника више него 2000. године.
| Група             | 2000.         | 2010.         |
| Белци             | 1.482 (73,0%) | 1.644 (70,9%) |
| Афроамериканци    | 376 (18,5%)   | 330 (14,2%)   |
| Азијати           | 15 (0,7%)     | 34 (1,5%)     |
| Хиспаноамериканци | 112 (5,5%)    | 263 (11,3%)   |
| Укупно            | 2.029         | 2.319         |